# Carcelia actaeosa
Carcelia actaeosa är en tvåvingeart som beskrevs av Cantrell 1985. Carcelia actaeosa ingår i släktet Carcelia och familjen parasitflugor. Inga underarter finns listade i Catalogue of Life.